# Liste der Baudenkmale in Kirchseelte
In der Liste der Baudenkmale in Kirchseelte sind alle Baudenkmale der niedersächsischen Gemeinde Kirchseelte aufgelistet. Die Quelle der Baudenkmale ist der Denkmalatlas Niedersachsen. Der Stand der Liste ist der 17. Juni 2022.

## Allgemein
In den Spalten befinden sich folgende Informationen:
- Lage: die Adresse des Baudenkmales und die geographischen Koordinaten. Kartenansicht, um Koordinaten zu setzen. In der Kartenansicht sind Baudenkmale ohne Koordinaten mit einem roten Marker dargestellt und können in der Karte gesetzt werden. Baudenkmale ohne Bild sind mit einem blauen Marker gekennzeichnet, Baudenkmale mit Bild mit einem grünen Marker.
- Bezeichnung: Bezeichnung des Baudenkmales
- Beschreibung: die Beschreibung des Baudenkmales. Unter § 3 Abs. 2 NDSchG werden Einzeldenkmale und unter § 3 Abs. 3 NDSchG Gruppen baulicher Anlagen und deren Bestandteile ausgewiesen.
- ID: die Objekt-ID des Baudenkmales
- Bild: ein Bild des Baudenkmales, ggf. zusätzlich mit einem Link zu weiteren Fotos des Baudenkmals im Medienarchiv Wikimedia Commons. Wenn man auf das Kamerasymbol klickt, können Fotos zu Baudenkmalen aus dieser Liste hochgeladen werden:

## Kirchseelte

### Gruppe: Hofanlage Ördekenbrück
Baudenkmal (Gruppe):

| Lage                                      | Bezeichnung            | Beschreibung | ID       | Bild |
| ----------------------------------------- | ---------------------- | ------------ | -------- | ---- |
| Dorfstraße 23 52° 57′ 21″ N, 8° 40′ 52″ O | Hofanlage Ördekenbrück |              | 35950655 | BW   |

Baudenkmale (Einzeln):

| Lage                                      | Bezeichnung              | Beschreibung | ID       | Bild |
| ----------------------------------------- | ------------------------ | --- | -------- | ---- |
| Dorfstraße 23 52° 57′ 21″ N, 8° 40′ 51″ O | Scheune                  | Fachwerkhaus von um 1768/69, | 35972093 |      |
| Dorfstraße 23 52° 57′ 21″ N, 8° 40′ 52″ O | Speicher                 | Fachwerkhaus von um 1768/69, | 35972067 | BW   |
| Dorfstraße 23 52° 57′ 21″ N, 8° 40′ 53″ O | Wohn-/Wirtschaftsgebäude | Dreimädelhaus von 1767 als Zweiständerhallenhaus und Fachwerkhaus mit Steinausfachungen und einem reetgedecktem Krüppelwalmdach, | 35972040 | BW   |
| Dorfstraße 52° 57′ 21″ N, 8° 40′ 52″ O    | Straßenpflaster          | | 35972164 |      |

### Baudenkmale (Einzeln)
| Lage                                      | Bezeichnung              | Beschreibung | ID       | Bild |
| ----------------------------------------- | ------------------------ | --- | -------- | ---- |
| Dorfstraße 52° 56′ 51″ N, 8° 40′ 37″ O    | Straßenpflaster          | | 35972164 | BW   |
| Lindbergweg 2 52° 56′ 50″ N, 8° 40′ 29″ O | Scheune                  | Huus Veertein: Haus Kammel als versetztes Fachwerkhaus von 1698                                                              | 35971992 | BW   |
| Lindbergweg 3 52° 56′ 52″ N, 8° 40′ 33″ O | Wohn-/Wirtschaftsgebäude | Gebäude von 1838, Zweiständerhallenhaus und Fachwerk mit Steinausfachungen und älterem Kern des 18. Jh.                      | 35972138 | BW   |
| Lindbergweg 2 52° 56′ 51″ N, 8° 40′ 33″ O | Wohn-/Wirtschaftsgebäude | Huus Veertein von 1834/36 als Zweiständerhallenhaus und Fachwerkhaus mit Steinausfachungen und reetgedecktem Krüppelwalmdach | 35971943 | BW   |
| Lindbergweg 2 52° 56′ 50″ N, 8° 40′ 33″ O | Speicher                 | Huus Veertein, versetzter Speicher von 1620 als Fachwerkhaus wohl                                                            | 35971968 | BW   |
| Fangweg 3 52° 56′ 47″ N, 8° 40′ 44″ O     | Wohn-/Wirtschaftsgebäude | Ehem. zusammengefallenes Fachwerkhaus mit Krüppelwalm                                                                        | 35972016 | BW   |

## Klosterseelte

### Baudenkmale (Einzeln)
| Lage                                        | Bezeichnung              | Beschreibung | ID       | Bild |
| ------------------------------------------- | ------------------------ | --- | -------- | ---- |
| Zu den Eichen 2 52° 55′ 43″ N, 8° 40′ 16″ O | Speicher                 | Speicher Zu den Eichen 2, Fachwerkhaus vom Ende des 18. Jh.                                                                           | 35971920 | BW   |
| Bremer Weg 4 52° 55′ 33″ N, 8° 40′ 1″ O     | Wohn-/Wirtschaftsgebäude | Wohn- und Wirtschaftsgebäude Bremer Weg 4, Zweiständerhallenhaus von 1848 und Fachwerkhaus mit Putzausfachungen sowie Krüppelwalmdach | 5971896  | BW   |